# .tj
.tj es el dominio de nivel superior geográfico (ccTLD) para Tayikistán.